# Sciurini
Tribu
Les écureuils arboricoles forment la tribu des Sciurini.

## Liste des genres
Selon MSW :
- genre Microsciurus
- genre Rheithrosciurus
- genre Sciurus
- genre Syntheosciurus
- genre Tamiasciurus